# Vasile Fodorpataki
Vasile Fodorpataki – rumuński zapaśnik walczący w stylu klasycznym. Brązowy medalista mistrzostw Europy w 1974 roku.